# Briefer (Miesbach)
Briefer ist eine Einöde bei Miesbach auf der Gemarkung Parsberg im oberbayerischen Landkreis Miesbach.

## Ortsbeschreibung
Die Einöde Briefer liegt östlich von Harzberg, 1,65 km südöstlich des Bahnhofsplatzes von Miesbach. Sie trägt einen nicht-amtlichen Ortsnamen und ist kein eigenständiger Gemeindeteil von Miesbach. Daher wird die Bevölkerungsentwicklung nicht gesondert erfasst.